# Horní Řepčice
Horní Řepčice är en ort i Tjeckien.   Den ligger i regionen Ústí nad Labem, i den nordvästra delen av landet, 50 km norr om huvudstaden Prag. Horní Řepčice ligger 267 meter över havet och antalet invånare är 101.
Terrängen runt Horní Řepčice är platt åt sydost, men åt nordväst är den kuperad. Terrängen runt Horní Řepčice sluttar söderut.Runt Horní Řepčice är det ganska glesbefolkat, med 35 invånare per kvadratkilometer. Närmaste större samhälle är Ústí nad Labem, 19,3 km nordväst om Horní Řepčice. Trakten runt Horní Řepčice består till största delen av jordbruksmark.